# 最後のオンナ
『最後のオンナ』（さいごのオンナ）は、「テレビ東京開局55周年特別企画 新春ドラマスペシャル」として同局系にて2020年1月6日の20時から22時8分に放送されたテレビドラマ。頑固な70代の父の「人生最後の恋」とそれに翻弄される娘夫婦の姿を描いたホームコメディ。脚本は吉田紀子、主演は同局ドラマ初主演となる藤山直美で、『最強のオンナ』『最高のオヤコ』（ともにMBS制作・TBS系）に続くタッグとなる。
MBS制作・TBS系で放送された『最強のオンナ』（2014年10月）と『最高のオヤコ』（2016年1月）の実質的な続編となる作品で、主演の藤山直美と脚本の吉田紀子は両作品に続いての登板となる。

## あらすじ
開業して95年を迎える老舗おかき屋である「皆川堂」の主人である皆川雄一郎の性格は無愛想でケチというやっかいなもの。そんな父親の性格に愛想を尽かしている娘の小百合も相当な見栄っ張りで融通の利かない性格といった感じで、そんな間で小百合の夫であり会社の専務である大介は常に板挟みに遭う始末。
そんな折、雄一郎は亡き妻の墓参中に浅草でスナックを経営する山田美奈子という女性と出会い、なんと昭和堅気と思われていた雄一郎が美奈子をお茶に誘うという意外な行動に打って出たのだ。その理由は亡き妻に似ていたからという。運命の出会いから1ヵ月して、偶然大介は雄一郎と美奈子がデートしている現場を目撃する。それを耳にした小百合は性格も相まって、美奈子が財産目当てで雄一郎に近づいていると端から疑ってしまう。これが最後の恋だと宣言する父親を、見栄っ張りな性格の娘・小百合は心から応援することができるのだろうか。

## 登場人物

### 主要人物
山田美奈子
演 - 藤山直美
スナック「ビーナス」のママ。
バツイチで料理上手。
皆川雄一郎
演 - 岸部一徳
老舗おかき屋「皆川堂」の社長。
性格は無愛想でケチ。
皆川小百合
演 - 深津絵里
雄一郎の娘。専業主婦。
雄一郎に似て、見栄っ張りで融通が利かない性格。
森山賢太
演 - 千葉雄大
スナック「ビーナス」の従業員。
北野友美
演 - 岸本加世子
スナック「ビーナス」の常連客。
皆川大介
演 - 香川照之
小百合の夫で「入り婿」。「皆川堂」部長。

### その他
上野
演 - 大谷亮介
スナック「ビーナス」の常連客。ペンキ屋。
田端
演 - 半海一晃
スナック「ビーナス」の常連客。畳屋。
鶯谷
演 - 戸田昌宏
スナック「ビーナス」の常連客。自転車屋。
派手な夫婦、空港で美奈子とぶつかった観光客
演 - 林家ペー、林家パー子

## スタッフ
- 脚本 - 吉田紀子
- 監督 - 松田秀知
- 音楽 - サキタハヂメ
- サウンドデザイン - 石井和之
- 技術協力 - ビデオスタッフ
- 美術協力 - フジアール
- 照明協力 - ザ・ホライズン
- ポスプロ - アムレック
- チーフプロデューサー - 中川順平（テレビ東京）
- プロデューサー - 田辺勇人（テレビ東京）、志村彰（The icon）
- 製作 - テレビ東京、The icon